# جيمس إل. مالون
جيمس إل. مالون (بالإنجليزية: James L. Malone)‏ هو مدير فني أمريكي، ولد في 14 مارس 1908 في ريفورم في الولايات المتحدة، وتوفي في 1 أبريل 1979 في مونرو في الولايات المتحدة.